# Kodjovi Dodji Obilalé
 Kodjovi Dodji Obilale, né le 8 octobre 1984 à Lomé, est un footballeur togolais. Il a évolué au poste de gardien de but, avec l'équipe du Togo de 2009 à 2010.

## Biographie
Il fait des essais aux Chamois niortais (2001-2002) puis au FC Lorient (2003) et termine finalement au Cercle Sportif Quévenois. En 2008, il est transféré au club de la GSI Pontivy.

## En sélection togolaise
Le 8 janvier 2010, le car de la sélection togolaise est mitraillé alors qu'il venait de franchir la frontière entre le Congo et l'enclave angolaise de Cabinda où doivent se dérouler les matchs du groupe du Togo du premier tour de la CAN 2010. Dans l'attaque, il est blessé très grièvement par balle dans le bas du dos et à l'abdomen et est transporté le lendemain dans un hôpital de Johannesburg en Afrique du Sud pour y recevoir des soins intensifs. Le chargé de communication Stanislas Ocloo et l'entraîneur adjoint Abalo Amelete ont succombé à leurs blessures dans la nuit. L'attaque a été revendiquée par les Forces de Libération de l'État du Cabinda/Position Militaire, un mouvement armé se battant pour l'indépendance du Cabinda. À la suite de ce drame et après moult rebondissements, son équipe nationale renonce à participer à la compétition et rentre au pays. Après des mois de tractations et de nombreuses opérations, Obilalé rentre enfin en France. Le gardien des Eperviers a assuré vouloir porter plainte contre la CAF et/ou l’Angola, pays organisateur de la CAN 2010. Le 8 novembre 2010, la FIFA l'indemnise de 72 000 euros.
Il publie en 2015 son autobiographie Kodjovi Obilalé - Un destin foudroyé qui relate notamment ces événements.
Le 7 janvier 2020 lors des CAF Awards 2019, il reçoit le prix spécial de la CAF et reçoit également une promesse de financement de ses projets futurs par l'institution.

## Carrière

### En équipe nationale
Il a disputé la Coupe d'Afrique des nations en 2006 puis il a participé à la Coupe du monde 2006 avec l'équipe du Togo.